# محوطه استپه سومه وار
محوطه استپه سومه وار در شهرستان شمیرانات، بخش لواسانات، روستای نیکنام ده واقع شده و این اثر در تاریخ ۱ مهر ۱۳۸۲ با شمارهٔ ثبت ۱۰۳۶۷ به‌عنوان یکی از آثار ملی ایران به ثبت رسیده است.